# Norra centralprovinsen

Norra centralprovinsen läge på Sri Lanka

Norra centralprovinsen (singalesiska: උතුරු මැද පළාත Uturumeda Palata) är en provins i Sri Lanka. Huvudstaden är Anuradhapura.

## Administrativ indelning
Provinsen är indelad i två distrikt.
- Anuradhapura
- Polonnaruwa